# Råmossen
Råmossen är ett naturreservat i Karlskoga kommun i Örebro län.
Området är naturskyddat sedan 2005 och är 165 hektar stort. Reservatet består av myrmarken, där Råmossen är en av mossarna, och av gamla granar och tallar.